# German (paroisse insulaire)
Pour l’article homonyme, voir German.
German est une paroisse insulaire du sheading de Glenfaba sur l'île de Man.
Cette paroisse traditionnelle comprend :
- la ville de Peel ;
- l’actuelle paroisse administrative de German.